# Ievhen Mourzine
Ievhen Mourzine, en ukrainien : Євген Мурзін, né le 24 septembre 1965, à Novossibirsk, en RSFS de Russie, est un joueur et entraîneur ukrainien de basket-ball. Il évolue durant sa carrière au poste d'arrière.